# Buffalo County, South Dakota
Buffalo County är ett administrativt område i delstaten South Dakota, USA, med 1 912 invånare. Den administrativa huvudorten (county seat) är Gann Valley. 

## Geografi
Enligt United States Census Bureau har countyt en total area på 1 262 km². 1 219 km² av den arean är land och 44 km² är vatten. 

### Angränsande countyn
- Hand County - nordost
- Jerauld County - öst
- Brule County - syd
- Lyman County - väst
- Hyde County - nordväst